# 葵まさひこ
葵 まさひこ（あおい まさひこ、1937年 - 1984年9月29日）は、日本の作曲家、編曲家、歌手。コーラス・グループ・ハニー・ナイツのメンバーとして活動した（1958年 - 1974年）。本名：鈴木 稔（すずき みのる）、山形県出身。

## 来歴
葵まさひこが所属していたのは、1958年結成の4人組男性コーラス・グループ。「1974年の解散」までに様々なCMソングやアニメソングを歌唱した。葵は途中からグループのリーダーを務めていた。葵は、音楽的素養に優れていたため、作曲・編曲家としても活躍した。作曲作品には水沢夕子「私は好奇心の強い女」などがある。晩年は体調を崩しがちであった。1984年9月29日に肝硬変のため入院先の病院で死去。47歳没。

## 楽曲

### 作曲・編曲
- 尾崎紀世彦
  - 「めぐり逢い」（1971年）

- 桂三枝
  - 「ぐりぐりソング」「最後に泣くのはおんなです」（1971年）
- グラスロード
  - 「君は今青春」（1972年）

- 平浩二
  - 「バス・ストップ」（1972年）
  - 「夜明け前」「別れ芝居」「名前は暁子」「ひとり歩き」「冬の駅」「泣くだけ泣かせて」（1973年）
  - 「夢物語」「みれん」（1974年）
  - 「涙ごころ」「私の好きなひと」（1975年）
  - 「別れの伝言」「愚かにも」（1976年）

- ハニー・ナイツ、みすず児童合唱団
  - 「ウルトラマンA」（1972年）

- 牧葉ユミ
  - 「さらば想い出よ」（1973年）

- 水沢夕子
  - 「私は好奇心の強い女」（1973年）

- ミミ
  - 「おしゃれな土曜日」「憧れ」（1973年）
  - 「恋人たちの森」「つぶやき」「ココアはいやよ」「ふたりぼっちの夜」（1974年）

- もんたよしのり
  - 「この足の鎖ひきちぎりたい」（1971年）

### 編曲
- 青い三角定規
  - 「愛の湖」（1972年）

- 荒川務
  - 「もしも…」「モーター・サイクル」「ふたりの公園」「初めての別れ」（1974年）

- 伊東ゆかり
  - 「風が吹く道」（1973年）

- 尾崎紀世彦
  - 「今・今・今 」「あなたのすべてを」「遠くへ行きたい」「忘れないわ」（1971年）
  - 「かがやける愛の日に」（1973年）他

- 加藤和彦・北山修
  - 「あの素晴しい愛をもう一度」（1971年）

- キャロライン洋子＆ウィリアム浩
  - 「こいびと同志」（1972年）

- 西城秀樹
  - 「恋の約束」（1972年）
  - 「若いふたりの海」「愛がほしいのに」「母と子の絆」（1972年）※アルバム『ワイルドな17才』収録曲
  - 「星から来た男」「神よ」「泪の首飾り」（1973年）※アルバム『青春に賭けよう』収録曲
- シモンズ
  - 「恋人もいないのに」「ふり向かないで」（1971年）
  - 「おくれて来た少女」「ひとつぶの涙」「思い出の指輪」（1972年）
  - 「若草の雨」（1973年）
- ジローズ
  - 「涙は明日に」「秋の思い出」（1971年）
  - 「心に勇気を」「冬の街」「悲しい雨音」「突然」「おまえのために」（1972年）
- つのだ☆ひろ
  - 「メリー・ジェーン」（1971年）※成毛滋と共同編曲
- 藤圭子
  - 「ざんげの値打ちもない」「恋のハレルヤ」「朝日のあたる家」「この胸のときめきを」（1971年）※LIVEアルバム『藤圭子リサイタル』収録曲

- 松崎しげる
  - 「陽はまた昇る」（1972年）